# Уоллес и Громит: Хитроумные приспособления
«Уоллес и Громит: Хитроумные приспособления» (англ. Wallace and Gromit's Cracking Contraptions) — британский сериал 2002 года студии Aardman Animations. Состоит из 10 коротких серий. Каждый эпизод представляет одно из новых изобретений Уоллеса и скептическую реакцию Громита на него.

## Выпуск
Серии транслировались по одной на BBC One в течение всего рождественского периода 2002 года. Затем выпускались BBC ограниченным изданием на VHS и DVD для 2-го региона. Сериал был также включён в качестве бонуса для DVD-релиза «Уоллес и Громит: Проклятие кролика-оборотня». Все десять эпизодов транслировались на BBC Three на Рождество 2008 года.
Сериал впервые появился в интернете на сайте Atom Films для свободного просмотра 15 октября 2002 года, а с 21 октября 2002 года по июль 2003 года серии были доступны для подписчиков. С апреля 2003 года бесплатный просмотр был возможен при финансовой поддержке корпорации Microsoft.
В 2008 году серии стали доступны бесплатно онлайн на канале студии Aardman Animations на сайте YouTube, а в 2015 году они были загружены в HD-качестве на канал Уоллеса и Громита.

## Описание серий

### Первая серия «Футболмат (The Soccamatic)»
Уоллес и Громит играют в футбол. Громит стоит на воротах и с большой лёгкостью ловит все мячи. Разочарованный Уоллес прибегает к помощи тяжёлой артиллерии. Он запускает Футболмат, большую механическую машину, стреляющую мячами.

### Вторая серия «Телескоп (The Tellyscope)»
Уоллес придумал способ, как переключать каналы на телевизоре, при этом не покидая кресла. При помощи теннисного мяча он включает специальный механизм, который выдвигает телевизор от стены в сторону кресла на манер телескопа. Внезапно у Уоллеса заканчиваются теннисные мячи. Громит даёт ему пульт от телевизора, чтобы Уоллес переключал каналы, как обычный человек. Однако, Уоллес бросает пульт вместо теннисного мяча, в результате чего телескопический механизм выходит из строя.

### Третья серия «Автошефповар (The Autochef)»
Уоллес включает автошефповара, что бы тот приготовил завтрак. Но всё пошло не так: Автошефповар выливает взбитые яйца на голову Громита и выстреливает яичницей в лицо Уоллеса, а затем начинает поливать комнату горячим чаем. Громит затыкает лейку бананом и голова автошефповара взрывается.

### Четвёртая серия «Дремототрон (The Snoozatron)»
Уоллес не может уснуть из-за того, что съел на ночь слишком много сыра. Он активурует дремототрон. Специальные механизмы взбивают ему матрас и подушку, выдают грелку и маленького плюшевого мишку, а затем включается успокаивающая музыка. Кульминацией становится появление Громита, одетого в костюм овцы. Специальная пружина подбрасывает его бесконечное количество раз и, таким образом, Уоллес считает прыгающих овец и засыпает на шестой цифре. Когда Уоллес заснул, Громиту осталось прыгать ещё 493 раза.

### Пятая серия «Турбо-ужин (The Turbo Diner)»
Громит пытается восстановить автоповара (намёк на продолжение серии «Автоповар (The Autochef)»). Уоллес испытывает новое хитроумное приспособление —турбо-ужин. Последний бросает монетку в монетоприёмник в стене и машина начинает действовать. Уоллес и Громит оказываются прикованными к стульям за запястья и лодыжки. Мощный вакуумный пылесос всасывает весь мусор со стола, после чего другой механизм сервирует стол уже готовыми блюдами и зажигает свечи. Неожиданно прибор останавливается и не успевает закончить работу. Зажигается надпись, гласящая, что нужно бросить ещё одну монетку. Никто не может этого сделать — оба прикованы к стульям. Свечи догорают и Уоллес с Громитом оказываются в кромешной темноте.

### Шестая серия «Противохулигановый жилет (The Bully-Proof Vest)»
В ненастную ночь Уоллес нервно готовит чай на кухне, когда некая тень проскакивает мимо. В комнате, у него неожиданно из рук пропадает крекер. Уоллес находит свой уже надкушенный кем-то крекер в шкафу, который расположен в углу комнаты. Однако, бояться нечего, тёмной фигурой оказывается Громит, который изображает грабителя. Уоллес использует против него противохулигановый жилет — боксёрская перчатка на пружине, вырывающаяся из груди. От удара Громит улетает в другую комнату, пробивая дверь своим телом. Уоллес объявляет эксперимент удачным, но поскальзывается на скалке и падает на живот. Противохулигановый жилет внезапно срабатывает и отправляет Уоллеса в потолок.

### Седьмая серия «Крекерсос (The 525 Crackervac)»
Когда Громит прибирал комнату, Уоллес включает крекерсос. Это пылесос, который благодаря встроенному датчику быстро всасывает крошки крекеров. Однако, крекерсос начинает засасывать и печенье со стола. Уоллес отбирает крекеры у крекерсоса, который затем разозлился и пошёл на Уоллеса, но последний бросает крекеры Громиту. Громиту удаётся заарканить злой крекерсос и завязать ему шланг, из-за чего пылесос выходит из строя и всё его содержимое летит в Уоллеса. Уоллес просит Громита прибрать, используя обычные веник и совок.

### Восьмая серия «Рождественский фотомат (A Christmas Cardomatic)»
Уоллес построил машину, которая из фотоснимков делает открытки. Он сооружает дома новогодние декорации и наряжает Громита птицей. Теперь Громит должен позировать для фотомата, из которого появляются открытки.

### Девятая серия «Снеговикатрон (The Snowmanotron)»
Уоллес и Громит готовятся к конкурсу на лучшего снеговика. Громит лепит Уоллеса в образе «Мыслителя» Родена. Однако, эту скульптуру разрушает Уоллес, появившись во дворе со своим Снеговикатроном — машиной для лепки снеговиков. Раздражённый Громит уходит домой, при этом сильно хлопнув дверью, из-за чего с крыши сваливается снег и засыпает Уоллеса. Громит принимает Уоллеса за снеговика, слегка улучшает его и побеждает в конкурсе.

### Десятая серия Покупатель 13 (Shopper 13)
Уоллес и Громит запускают специального робота для похода в магазин за сыром. Сами они не покидают дом, а наблюдают за всем из центра управления в подвале. Громит, управляя роботом, заводит того в магазин и берёт большой сыр под названием «Большой Эдам». В этот момент из-за перегрузки происходит неполадка — у робота отваливается колёсико. Громит выходит из ситуации, он берёт с полки багет и использует его, как костыль. Однако, около самого дома неожиданно отваливается и другое колёсико. Робот падает, а сыр укатывается. Тогда Громит отправляет за ним «спасательный зонд» в виде барашка Шона, но тот, добравшись до сыра, сам начинает его есть.